# Kanton Échirolles-Est
Kanton Échirolles-Est (fr. Canton d'Échirolles-Est) je francouzský kanton v departementu Isère v regionu Rhône-Alpes. Skládá se ze dvou obcí.

## Obce kantonu
- Bresson
- Échirolles (východní část)